# 782 (číslo)
Sedm set osmdesát dva je přirozené číslo. Následuje po čísle sedm set osmdesát jedna a předchází číslu sedm set osmdesát tři. Římskými číslicemi se zapisuje DCCLXXXII a řeckými číslicemi ψπβ'.

## Matematika
782 je:
- Pětiúhelníkové číslo
- Deficientní číslo
- Složené číslo
- Nešťastné číslo

## Astronomie
- (782) Montefiore je planetka hlavního pásu, kterou objevil v roce 1914 Johann Palisa

## Roky
- 782
- 782 př. n. l.